# Tour de Catalogne 1944
Le Tour de Catalogne 1944 est la 24e édition du Tour de Catalogne, une course cycliste par étapes en Espagne. L'épreuve se déroule sur 10 étapes entre le 27 août et le 3 septembre 1944, sur un total de 1081 km. Le vainqueur final est l’Espagnol Miguel Casas. Il devance Dalmacio Langarica, et Vicente Miró.
La course commence sans un favori clairement identifié. Cette année est marquée par les nombreux problèmes mécaniques pour les principaux outsiders, ainsi que le grand nombre de coureurs différents qui ont mené la course. La 4e étape est divisée en deux secteurs, dont un contre-la-montre individuel entre Sitges et Cambrils.
Contrairement à l'année précédente, une équipe étrangère est au départ. Il s'agit du Sporting Portugal, le reste de l'Europe restant en guerre.
La course se décante dans la huitième étape. Miguel Casas attaque sur le col du Collsacreu, tandis que Dalmacio Langarica subit des problèmes mécaniques.

## Étapes
| Étape | Date        | Parcours                | km    | Vainqueur d’étape            | Leader du classement général |
| ----- | ----------- | ----------------------- | ----- | ---------------------------- | ---------------------------- |
| 1e    | 27 août     | Montjuïc - Montjuïc     | 89,0  | Delio Rodríguez Barros (ESP) | Delio Rodríguez Barros (ESP) |
| 2e    | 27 août     | Barcelone - Manresa     | 70,0  | Ignacio Orbaiceta (ESP)      | Ignacio Orbaiceta (ESP)      |
| 3e    | 28 août     | Manresa - Sitges        | 118,0 | Delio Rodríguez Barros (ESP) | Ignacio Orbaiceta (ESP)      |
| 4a e  | 29 août     | Sitges - Cambrils (clm) | 75,0  | Miguel Casas (ESP)           | Miguel Casas (ESP)           |
| 4a B  | 29 août     | Cambrils - Reus         | 80,0  | João Lourenço (POR)          | Miguel Casas (ESP)           |
| 5e    | 30 août     | Reus - Lleida           | 111,0 | Dalmacio Langarica (ESP)     | Vicente Carretero (ESP)      |
| 6e    | 31 août     | Lleida - Puigcerdà      | 123,0 | Cipriano Aguirrezabal (ESP)  | Vicente Carretero (ESP)      |
| 7e    | 1 septembre | Puigcerdà - Banyoles    | 133,0 | Artur Dorsé (ESP)            | Dalmacio Langarica (ESP)     |
| 8e    | 2 septembre | Banyoles - Granollers   | 144,0 | Julián Berrendero (ESP)      | Miguel Casas (ESP)           |
| 9e    | 3 septembre | Granollers - Barcelone  | 117,0 | Fermín Trueba (ESP)          | Miguel Casas (ESP)           |

### Étape 1 Barcelone - Barcelone. 39,0 km (clm/éq)
|   | Cycliste          | Équipe            | Temps           |
| - | ----------------- | ----------------- | --------------- |
| 1 | Delio Rodríguez   | CF Valencia       | 1 h 04 min 02 s |
| 2 | Ignacio Orbaiceta | Galindo           | m.t.            |
| 3 | João Lourenço     | Sporting Portugal | m.t.            |

|   | Cycliste          | Équipe            | Temps           |
| - | ----------------- | ----------------- | --------------- |
| 1 | Delio Rodríguez   | CF Valencia       | 1 h 04 min 02 s |
| 2 | Ignacio Orbaiceta | Galindo           | m.t.            |
| 3 | João Lourenço     | Sporting Portugal | m.t.            |

### Étape 2. Barcelone - Manresa. 70,0 km
|   | Cycliste          | Équipe        | Temps           |
| - | ----------------- | ------------- | --------------- |
| 1 | Ignacio Orbaiceta | Galindo       | 2 h 03 min 48 s |
| 2 | Julián Berrendero | Gallastegui   | m.t.            |
| 3 | Martín Mancisidor | S.C. Bilbaína | m.t.            |

|   | Cycliste          | Équipe        | Temps           |
| - | ----------------- | ------------- | --------------- |
| 1 | Ignacio Orbaiceta | Galindo       | 3 h 07 min 50 s |
| 2 | Julián Berrendero | Gallastegui   | m.t.            |
| 3 | Martín Mancisidor | S.C. Bilbaína | m.t.            |

### Étape 3. Manresa - Sitges. 118,0 km
|   | Cycliste          | Équipe      | Temps           |
| - | ----------------- | ----------- | --------------- |
| 1 | Delio Rodríguez   | CF Valencia | 4 h 17 min 28 s |
| 2 | Ignacio Orbaiceta | Galindo     | m.t.            |
| 3 | Fermín Trueba     | Galindo     | m.t.            |

|   | Cycliste          | Équipe      | Temps           |
| - | ----------------- | ----------- | --------------- |
| 1 | Ignacio Orbaiceta | Galindo     | 7 h 25 min 18 s |
| 2 | Delio Rodríguez   | CF Valencia | m.t.            |
| 3 | Julián Berrendero | Gallastegui | m.t.            |

### Étape 4. (4A Sitges-Cambrils 75 km) et (4B Cambrils-Reus 80 km)
|   | Cycliste      | Équipe            | Temps           |
| - | ------------- | ----------------- | --------------- |
| 1 | Miguel Casas  | C.C. Provençalenc | 2 h 04 min 07 s |
| 2 | Joaquim Olmos | RCD Espanyol      | + 24 s          |
| 3 | Joan Gimeno   | C.C. Provençalenc | + 1 min 02 s    |

|   | Cycliste          | Équipe              | Temps           |
| - | ----------------- | ------------------- | --------------- |
| 1 | João Lourenço     | Sporting Portugal   | 4 h 05 min 12 s |
| 2 | Vicente Carretero | Futbol de sobremesa | m.t.            |
| 3 | Fermín Trueba     | Galindo             | m.t.            |

|   | Cycliste      | Équipe            | Temps           |
| - | ------------- | ----------------- | --------------- |
| 1 | Miguel Casas  | C.C. Provençalenc | 6 h 09 min 19 s |
| 2 | Joaquim Olmos | RCD Espanyol      | + 24 s          |
| 3 | Joan Gimeno   | C.C. Provençalenc | + 1 min 02 s    |

|   | Cycliste      | Équipe            | Temps            |
| - | ------------- | ----------------- | ---------------- |
| 1 | Miguel Casas  | C.C. Provençalenc | 13 h 34 min 57 s |
| 2 | Joaquim Olmos | RCD Espanyol      | + 4 s            |
| 3 | Joan Gimeno   | C.C. Provençalenc | + 42 s           |

### Étape 5. Reus - Lleida. 111,0 km
|   | Cycliste           | Équipe              | Temps           |
| - | ------------------ | ------------------- | --------------- |
| 1 | Dalmacio Langarica | S.C. Bilbaína       | 3 h 28 min 52 s |
| 2 | Vicente Carretero  | Futbol de sobremesa | m.t.            |
| 3 | Delio Rodríguez    | CF Valencia         | + 7 min 42 s    |

|   | Cycliste           | Équipe              | Temps            |
| - | ------------------ | ------------------- | ---------------- |
| 1 | Vicente Carretero  | Futbol de sobremesa | 18 h 20 min 26 s |
| 2 | Dalmacio Langarica | S.C. Bilbaína       | + 23 s           |
| 3 | Miguel Casas       | C.C. Provençalenc   | + 1 min 45 s     |

### Étape 6. Lleida - Puigcerdà. 186,0 km
|   | Cycliste              | Équipe            | Temps           |
| - | --------------------- | ----------------- | --------------- |
| 1 | Cipriano Aguirrezabal | S.C. Bilbaína     | 4 h 33 min 29 s |
| 2 | Julián Berrendero     | Gallastegui       | m.t.            |
| 3 | Julio Mourao          | Sporting Portugal | m.t.            |

|   | Cycliste           | Équipe              | Temps            |
| - | ------------------ | ------------------- | ---------------- |
| 1 | Vicente Carretero  | Futbol de sobremesa | 23 h 19 min 35 s |
| 2 | Dalmacio Langarica | S.C. Bilbaína       | + 1 min 00 s     |
| 3 | Miguel Casas       | C.C. Provençalenc   | + 5 min 04 s     |

### Étape 7. Puigcerdà - Banyoles. 133,0 km
|   | Cycliste           | Équipe        | Temps           |
| - | ------------------ | ------------- | --------------- |
| 1 | Artur Dorsé        | RCD Espanyol  | 4 h 06 min 24 s |
| 2 | Julián Berrendero  | Gallastegui   | m.t.            |
| 3 | Dalmacio Langarica | S.C. Bilbaína | m.t.            |

|   | Cycliste           | Équipe            | Temps            |
| - | ------------------ | ----------------- | ---------------- |
| 1 | Dalmacio Langarica | S.C. Bilbaína     | 27 h 26 min 59 s |
| 2 | Miguel Casas       | C.C. Provençalenc | + 4 min 04 s     |
| 3 | Vicente Miró       | A.C. Montjuïc     | + 6 min 30 s     |

### Étape 8. Banyoles - Granollers. 144,0 km
|   | Cycliste          | Équipe            | Temps           |
| - | ----------------- | ----------------- | --------------- |
| 1 | Julián Berrendero | Gallastegui       | 4 h 42 min 07 s |
| 2 | Fermín Trueba     | Galindo           | + 24 s          |
| 3 | Miguel Casas      | C.C. Provençalenc | + 26 s          |

|   | Cycliste           | Équipe            | Temps            |
| - | ------------------ | ----------------- | ---------------- |
| 1 | Miguel Casas       | C.C. Provençalenc | 32 h 13 min 36 s |
| 2 | Dalmacio Langarica | S.C. Bilbaína     | + 2 min 11 s     |
| 3 | Manuel Costa       | RCD Espanyol      | + 4 min 01 s     |

### Étape 9. Granollers - Barcelone. 117,0 km
|   | Cycliste      | Équipe            | Temps           |
| - | ------------- | ----------------- | --------------- |
| 1 | Fermín Trueba | Galindo           | 3 h 40 min 03 s |
| 2 | Miguel Casas  | C.C. Provençalenc | + 10 s          |
| 3 | Joan Gimeno   | C.C. Provençalenc | + 19 s          |

|   | Cycliste           | Équipe            | Temps            |
| - | ------------------ | ----------------- | ---------------- |
| 1 | Miguel Casas       | C.C. Provençalenc | 35 h 53 min 39 s |
| 2 | Dalmacio Langarica | S.C. Bilbaína     | + 2 min 37 s     |
| 3 | Manuel Costa       | RCD Espanyol      | + 6 min 17 s     |

## Classement final
| Pos. | Cycliste                 | Équipe                        | Temps            |
| ---- | ------------------------ | ----------------------------- | ---------------- |
| 1    | Miguel Casas (ESP)       | C.C. Provençalenc             | 36 h 53 min 39 s |
| 2    | Dalmacio Langarica (ESP) | Pedal Notario - S.C. Bilbaína | + 2 min 37 s     |
| 3    | Vicente Miró (ESP)       | A.C. Montjuïc                 | + 6 min 17 s     |
| 4    | Manuel Costa (ESP)       | RCD Espanyol                  | + 8 min 42 s     |
| 5    | Vicente Carretero (ESP)  | Futbol sobremesa              | + 9 min 48 s     |
| 6    | João Lourenço (POR)      | Sporting Portugal             | + 10 min 41 s    |
| 7    | José Vidal Juliá (ESP)   | A.C. Montjuïc                 | + 10 min 58 s    |
| 8    | Manuel Izquierdo (ESP)   | A.C. Montjuïc                 | + 12 min 39 s    |
| 9    | Julián Berrendero (ESP)  | Gallastegui                   | + 12 min 59 s    |
| 10   | Juan Gimeno (ESP)        | C.C. Provençalenc             | + 12 min 59 s    |

## Classements annexes
| Pos. | Cycliste          | Équipe            | Points |
| ---- | ----------------- | ----------------- | ------ |
| 1    | Fermín Trueba     | Galindo           | 16     |
| 2    | Julián Berrendero | Gallastegui       | 10     |
| 3    | Joan Gimeno       | C.C. Provençalenc | 4      |
| 3    | Julián Berrendero | Gallastegui       | 4      |
| 3    | Martín Mancisidor | S.C. Bilbaína     | 4      |

| Pos. | Équipe            | Temps             |
| ---- | ----------------- | ----------------- |
| 1    | C.C. Provençalenc | 111 h 07 min 51 s |
| 2    | A.C. Montjuïc     | + 2 min 58 s      |
| 3    | RCD Espanyol      | + 20 min 53 s     |